# Dessa (Künstlerin)

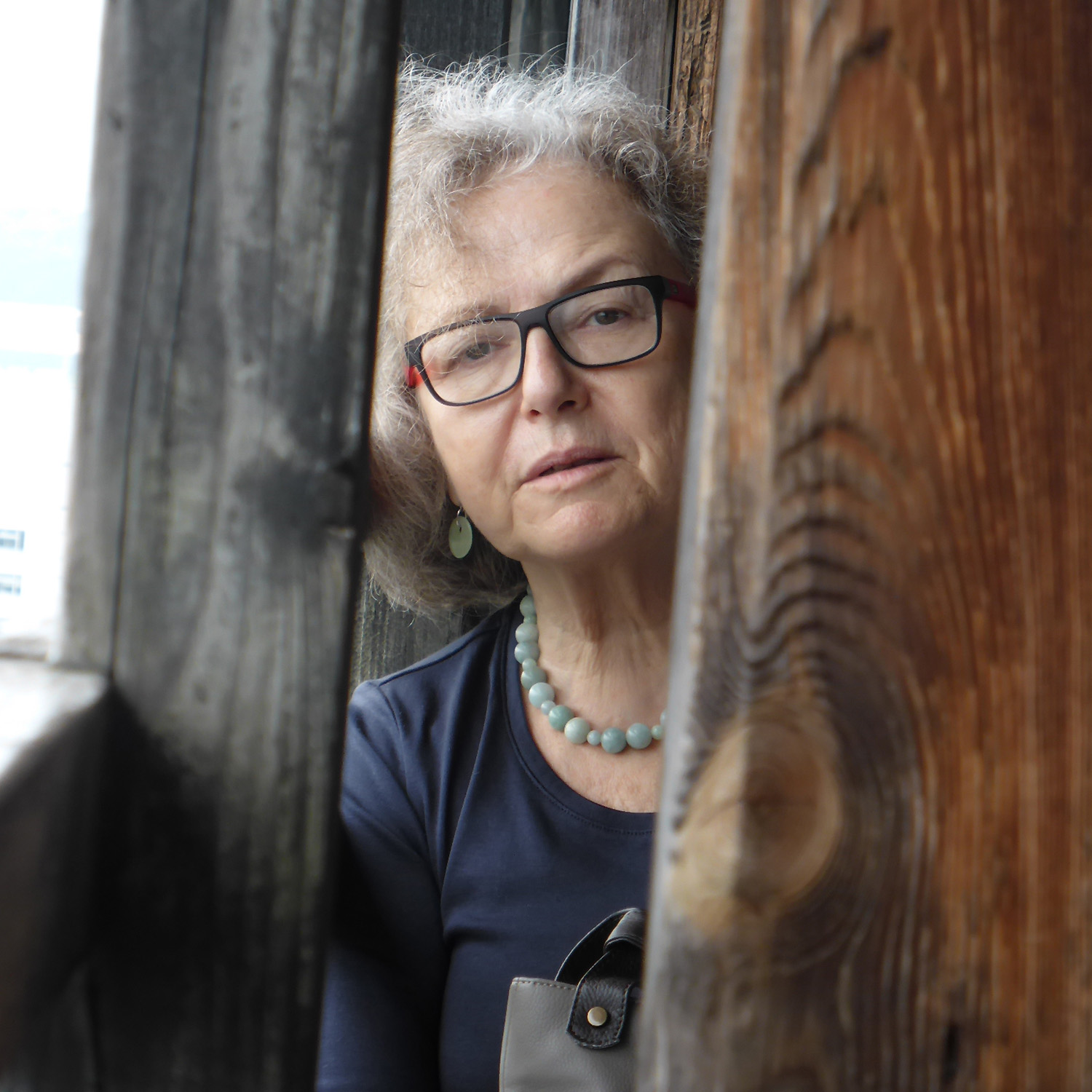
Dessa (2017)

Dessa (* 20. Dezember 1948 in Bulawayo, Simbabwe), bürgerlich Deborah Petroz-Abeles, ist eine Schweizer Künstlerin.

## Leben
Dessa wuchs als weisses, jüdisches Kind einer polnischen Mutter und eines ungarischen Vaters, der in Italien sein Medizinstudium absolviert hatte, in einer britischen Kolonie in Afrika auf. Als Kind erhielt Dessa in Bulawayo Musikunterricht. So wurde die Musik für sie eine grosse Quelle der Inspiration für ihre Kunst. Bevor sie 1977 nach Paris und 1981 dann in die Schweiz zog, arbeitete sie als Ergotherapeutin.

## Künstlerisches Schaffen
Dessa wuchs in einer Gesellschaft auf, die durch Rassentrennung bestimmt war. Diese Erfahrung spiegelt sich in ihrer Kunst wider, die versucht Verbindendes zu schaffen und kulturelle Grenzen zu überschreiten.
Als interdisziplinäre Künstlerin interessiert sich Dessa ausserdem für gesellschaftliche Zusammenhänge, für Medizin und Natur, Themen, durch die sie ihre Identität und ihr Verhältnis zu Vergangenheit, Gegenwart und Zukunft erkundet. Ihre Medien sind Malerei, Collage und Wandmalerei. Ein wichtiges Projekt war «A Tribute to Kaufhaus N. Israel 1815–1939», das 2005 auch im Jüdischen Museum Westfalen gezeigt wurde.
Dessa schafft Acrylbilder, von denen jede Serie von einem Werk eines Komponisten des 20. Jahrhunderts inspiriert ist. Josianne Rigoli schrieb über ihre Bilder, die von Leonard Bernsteins zweiter Sinfonie The Age of Anxiety inspiriert wurden: „Wellen, die in Farbe zerplatzen, eine Fusion der Extreme … wir werden zum Gipfel des Universums geleitet, so dass wir von seiner grausamen Schönheit kosten dürfen“. Die Künstlerin studiert den Notentext, sie liest über den Komponisten und taucht dann in monatelanger Arbeit in dieses Stück ein.

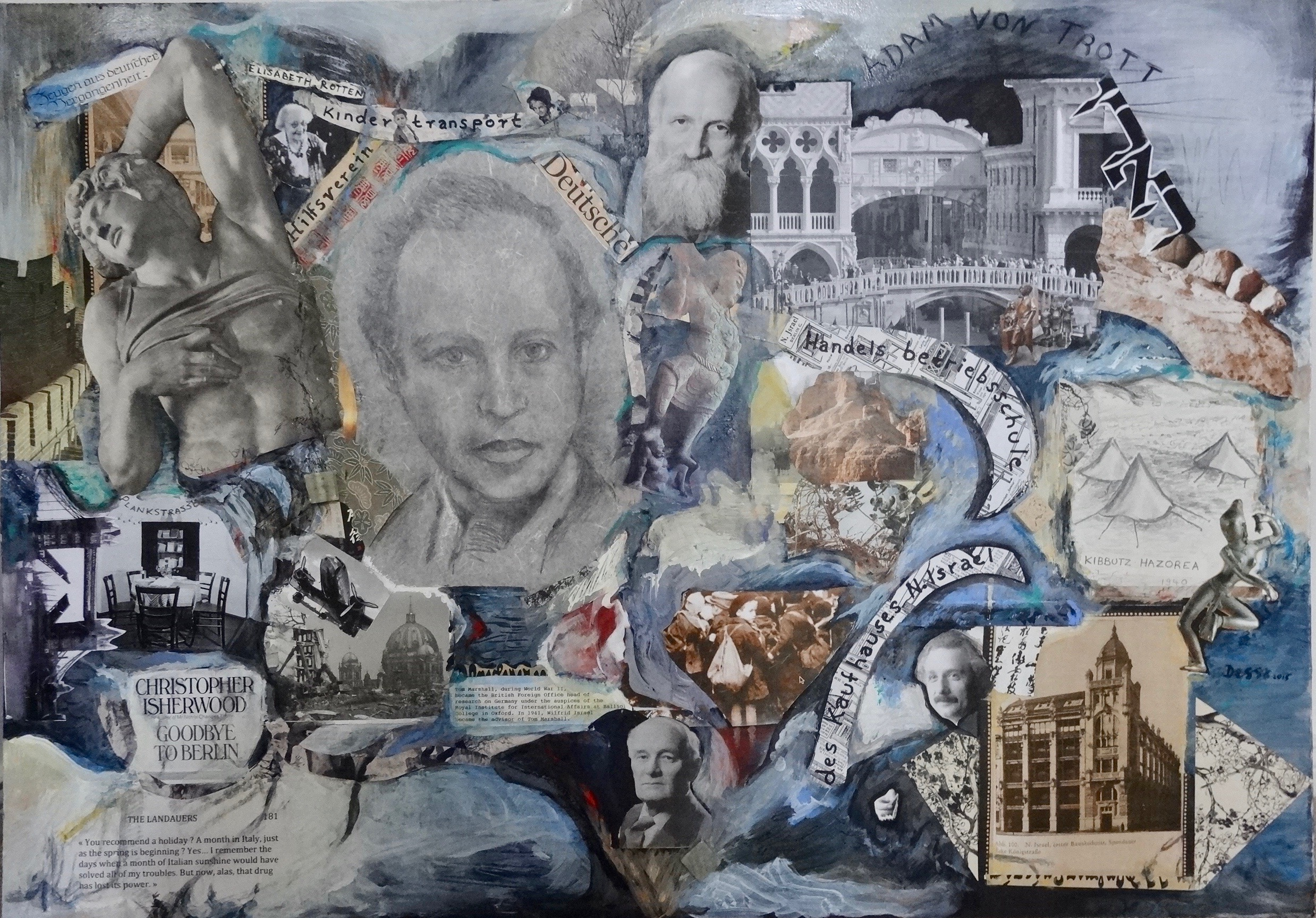
The World of Wilfrid Israel (2015)

## Musik und Kunst
Seit einiger Zeit richtet sich Dessas Interesse an Musik und Kunst auf die Auseinandersetzung mit Musik zeitgenössischer, lebender Komponisten (Unsuk Chin und Detlev Glanert.) Ausserdem malt sie während musikalischer Live-Auftritte von Künstlern (siehe Flying Colours, 2008 und Musiques et Pinceaux).
Seit 1986 wurden über dreissig Ausstellungen und Präsentationen ihrer Arbeiten in Museen, Galerien und Konzerthallen in Europa gezeigt. Ihr Projekt „Ein Vermächtnis aus Theresienstadt“, ein Buch (1997) und Bilder, die von Viktor Ullmanns 7. Klaviersonate inspiriert sind, wurde im Berliner Dom präsentiert, bei dem Ullmanns Sonate live von der Pianistin Lala Issakova gespielt wurde. Weitere Präsentationen gab es im Ghetto-Museum von Theresienstadt mit dem Hawthorne Quartett und im Museum von Pully, in der Ausstellung „Dessa: Lyric Abstraction 1990-2000“.

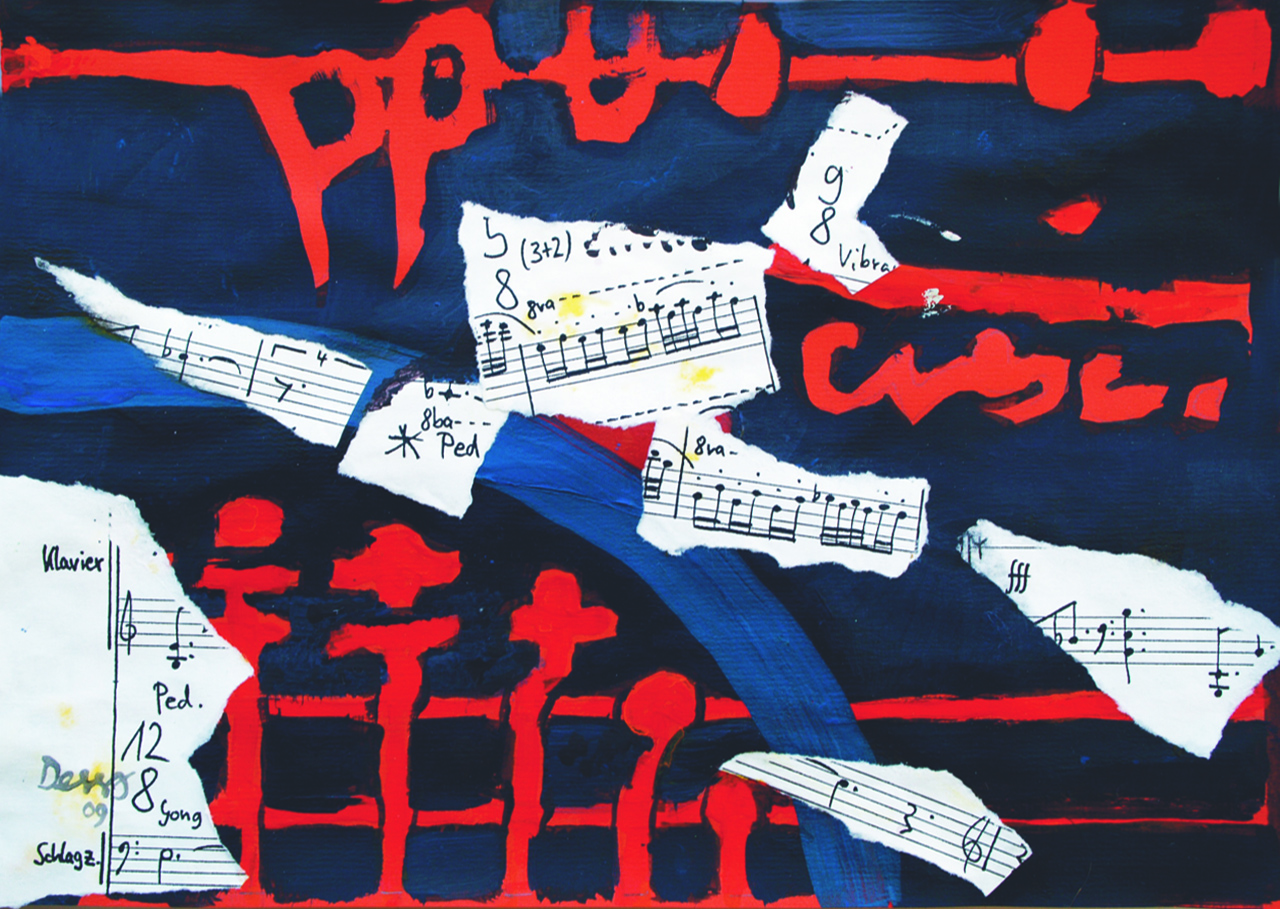
Fieramente (2009)

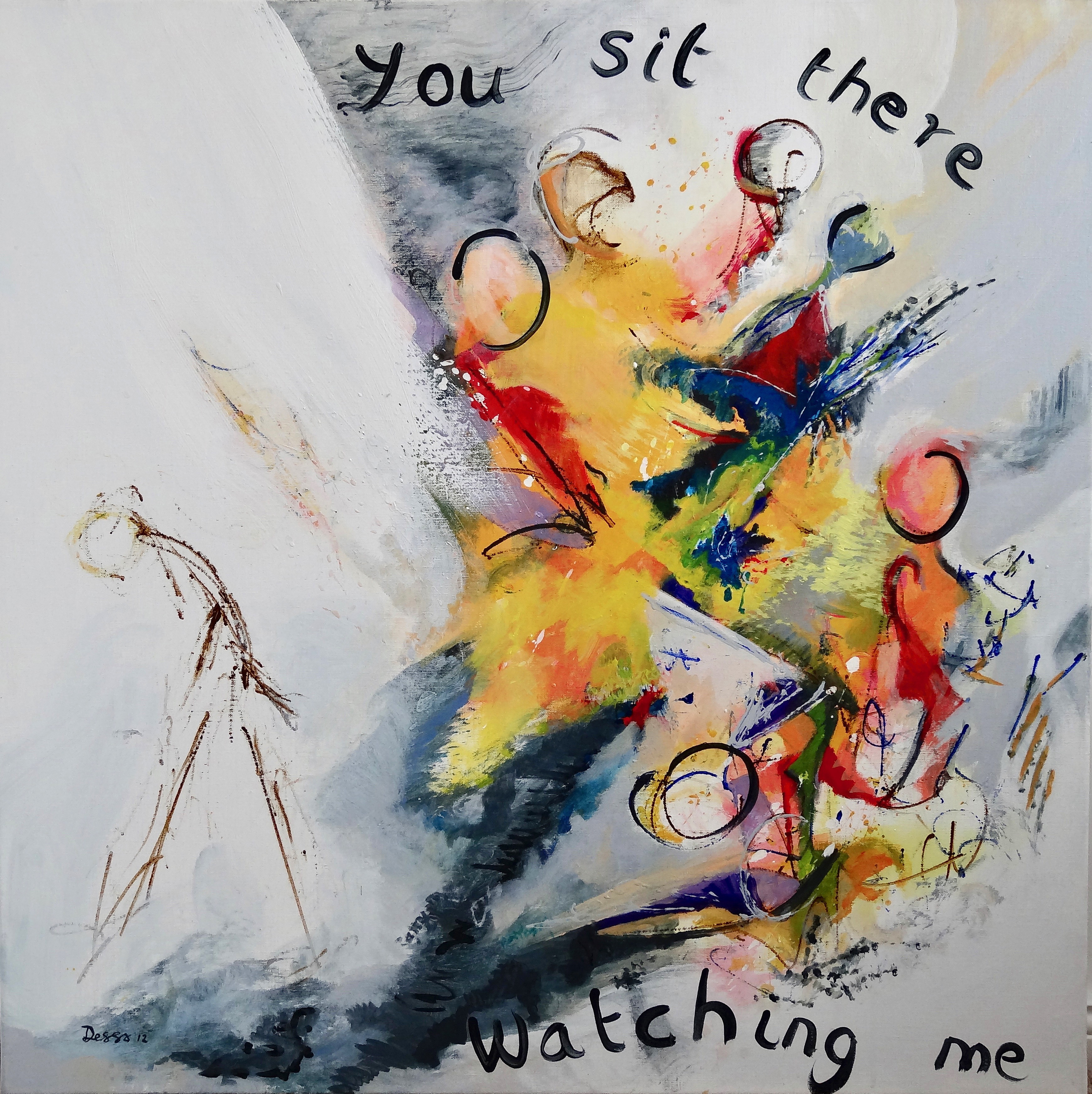
Passacaglia I (2012)

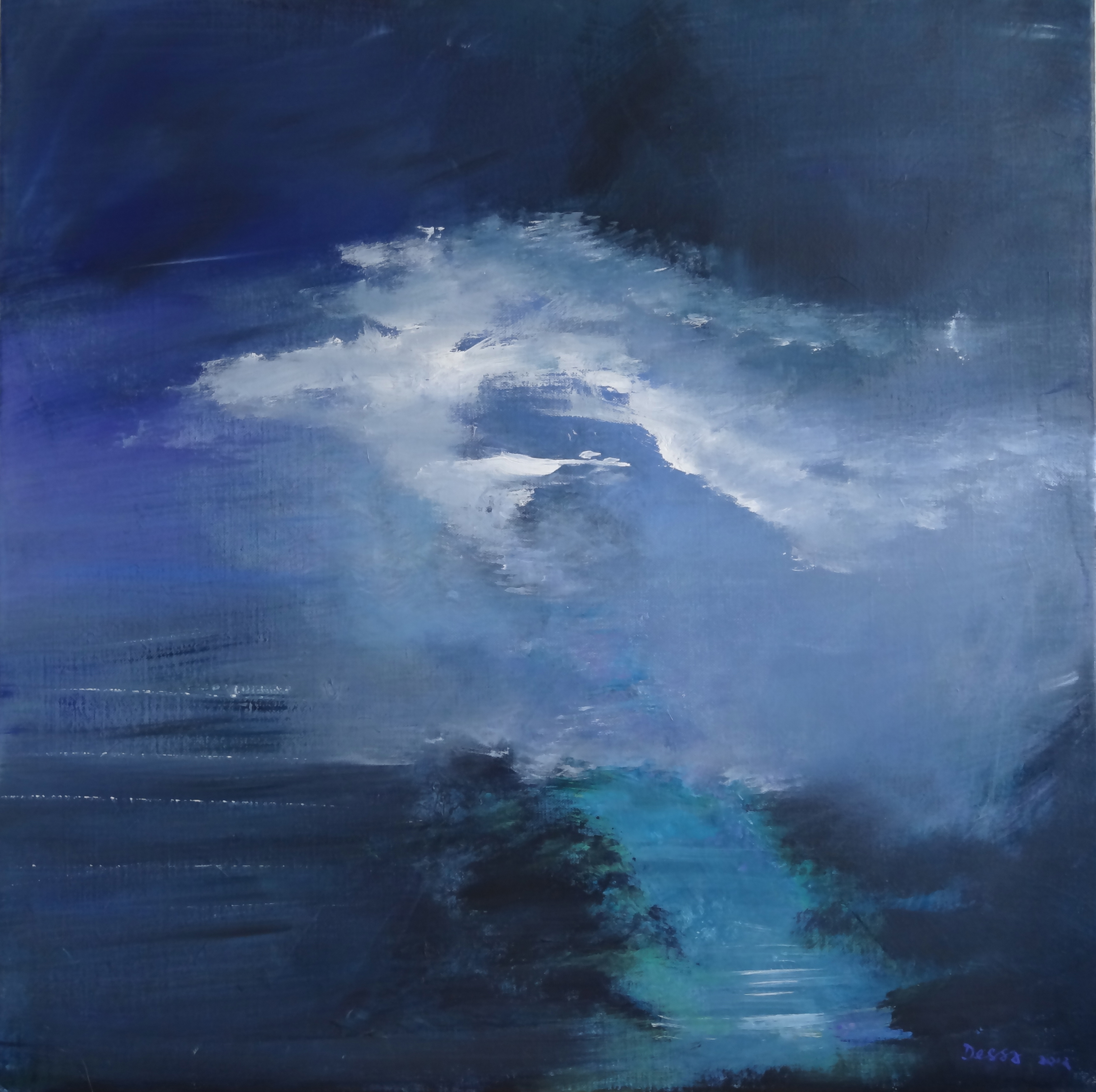
Moonlight I (2012)

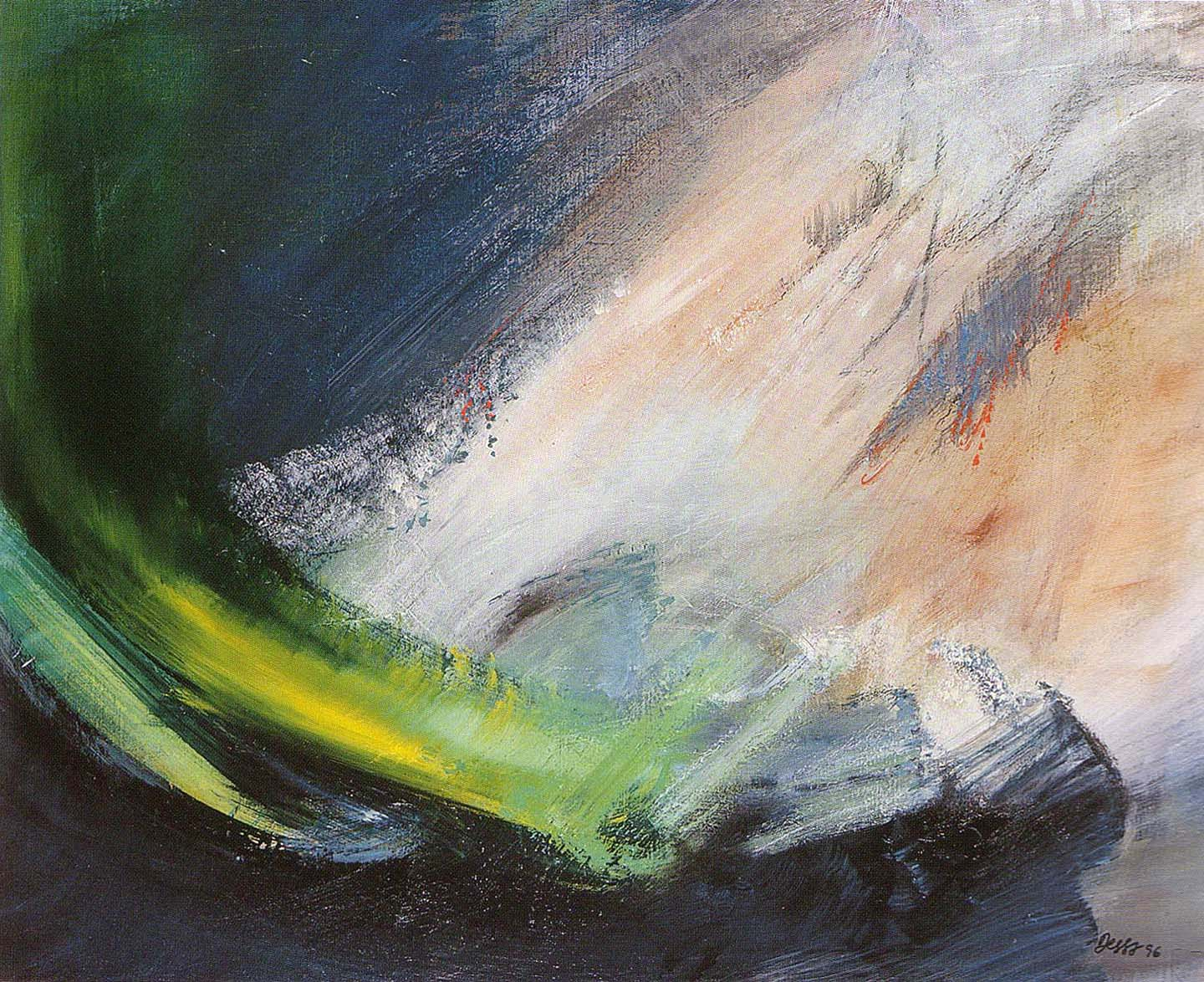
Adagio XXIV (1997)

## Ausstellungen/Auswahl
- 1994: Galerie Bremer, Berlin – paintings based on Leonard Bernstein’s «Age of Anxiety»
- 1997: Galerie Lilian Andrée, Basel – «A Legacy from Theresienstadt» - paintings from Viktor Ullmann’s Piano Sonata No 7
- 1999: Galerie Bremer, Berlin – paintings based on Erich Korngold’s «Abschiedslieder»
- 2000: Musée de Pully,  Schweiz - Dessa: Abstraction lyrique 1990 - 2000
- 2004: Galerie Bremer, Berlin – collages and paintings «A Tribute to Kaufhaus N. Israel 1815-1939», presentation speech by Dr. Petra Lange, art historian,
- 2005: Jüdisches Museum Westfalen - A Tribute to Kaufhaus N. Israel, Berlin 1815-1939
- 2006: Galerie Bremer, Berlin - Land Escapes
- 2006: Musée de Pully, Schweiz - From Hygiene to Art
- 2008: Musique et Pinceaux: Live-Malerei, 5 Konzerte, bei denen der Schaffensprozess gefilmt und live auf einer Projektionsfläche gezeigt wurde, in Zusammenarbeit mit dem Komponisten Dominique Gesseney-Rappo, dem Dirigenten Blaise Heritier und dem Orchester Flying Brass. Film: Bernard Villat.
- 2008: Concerts de Monbenon, Lausanne – 10. Jahrestag des Ph+Arts Magazines. Lala Issakova, Klavier, Projektion auf Leinwand der Bilder von „Ein Vermächtnis aus Theresienstadt“
- 2008: Foyer Amtsgericht, Stuttgart-Bad Cannstatt – Dessa: Land Escapes
- 2008: Ausstellung im Centrum Judaicum, Krakau, Polen - 20. Jubiläum der Internationalen Musiktage Krakauer Komponisten – Malerei, inspiriert von Musik von Olivier Messiaen und Viktor Ullmann
- 2010: JayKay Gallery, Schweiz - Dessa: 2000 - 2010
- 2011: Galerie Petra Lange, Berlin - Dessa Komposition,
- 2013: Galerie Petra Lange, Berlin: Dessa "Do we smile or do we weep? Paintings based on the Four Sea Interludes and Passacaglia from Benjamin Britten's Peter Grimes. A Centenary Homage to Benjamin Britten, in collaboration with the music editors, Boosey & Hawkes
- 2013: Shanghai Art Fair, represented by Galerie Steiner, Vienna
- 2015: Espace culturel Assens - DESSA Peinture / Musique / Identité
- 2015: Galerie Petra Lange, Berlin - DESSA - In the Darkness, the Light - in collaboration with the Mitte-Museum Berlin
- 2015: Mitte Museum, Berlin – DESSA – Kaufhaus Nathan Israel 1815–1939 – Eine Künstlerin erforscht Geschichte[5]
- 2017: Fondation l’Estrée, Ropraz, Schweiz  – DESSA und VIKTOR ULLMANN[6]
- 2018: frauen museum wiesbaden – Die Kunst des Gedenkens: Alice Salomon 1872-1948[7]
- 2018: Ausstellungszentrum Pyramide Berlin – Kunst und Erinnern: Ausstellung anlässlich des Gedenkens an die antisemitischen Pogrome im November 1938 [8]
- 2022: Abgeordnetenhaus von Berlin DESSA: The Art of Remembrance - Alice Salomon[9]

## Veröffentlichungen
- DESSA - Ein Vermächtnis aus Theresienstadt: Gemälde inspiriert von Viktor Ullman’s 7. Klaviersonate Berlin 1997, ISBN 2-940223-02-5
- A Tribute to Kaufhaus N. Israel. Berlin 2003, ISBN 2-940223-03-3
- Composition (Music and Painting). Berlin 2010, ISBN 2-940223-05-X
- Do we smile or do we weep? Paintings based on Benjamin Britten's Four Sea Interludes and Passacaglia from Peter Grimes. Berlin 2013, ISBN 2-940223-06-8
- Stolzesteine – Stones of Pride. Berlin 2015, ISBN 978-3-95565-112-1
- The Art of Remembrance: Alice Salomon Berlin 2018, ISBN 978-3-95565-293-7